# Supplieren
Supplieren (von lateinisch supplere ‚ergänzen, ersetzen‘) ist ein Fremdwort mit der Bedeutung „ergänzen, ausfüllen, vertreten“. In Österreich wird es im Schulwesen für das Halten von Vertretungsstunden, den Supplierstunden, verwendet, als Supplierlehrer bzw. vor allem in Südtirol auch Supplent bezeichnet man einen Hilfs-/Vertretungslehrer.  Die Vertretungsstellen werden als Supplenzen bezeichnet. In Deutschland gilt der Begriff als veraltet.